# Мантикора
Мантико́ра, также мантихо́ра (лат. mantichōra, epibouleus oxisor от др.-греч. μαντιχώρας, μαρτιχόρας, μαρτιοχώρας (mantikhṓras, martikhóras, martiokhṓras) — «людоед», «тигр» от др.-перс. *𐎶𐎼𐎫𐎹-𐎧𐎺𐎠𐎼 (*martya-χvāra, «людоед») — мифическое существо, чудовище с телом льва, головой человека и хвостом скорпиона; по некоторым описаниям имеет рыжую гриву и три ряда зубов, а также голубые глаза. Существо подобное египетскому Сфинксу. Хвост мантикоры заканчивается шипами, яд которых убивает мгновенно. В средневековье полагали, что мантикора является хищником и может охотиться на людей, поэтому на миниатюрах часто можно увидеть изображение мантикоры с человеческой рукой или ногой в зубах.

## История и описание

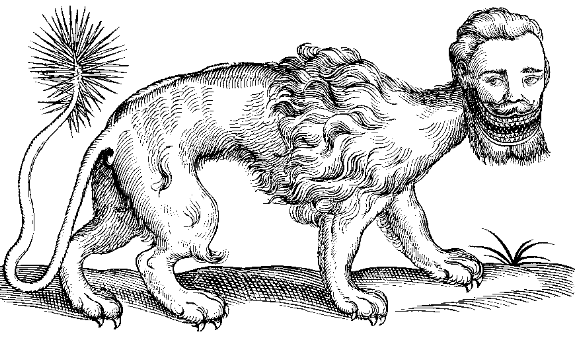
Мантикора, изображение 1609 года

Первое упоминание о мантикоре встречается в книгах греческого врача Ктесия, благодаря которому грекам стали известны многие персидские мифы. Аристотель и Плиний Старший в своих трудах прямо ссылаются на Ктесия.

Он (Ктесий) уверяет, что индийский зверь «мартихора» имеет тройной ряд зубов на обеих, — нижней и верхней челюстях, и он величиной со льва и настолько же волосат, его ноги походят на ноги льва; его лицо и уши имеют сходство с человеческими; его глаза голубые, а сам он ярко-красного цвета; хвост его такой же как и у земляного скорпиона, — в хвосте у него жало и он имеет способность выстреливать, как стрелами, иглами прикреплёнными у него к хвосту; голос его нечто среднее между звуком свирели и трубы; он может бегать так же быстро как олень и ещё он дикий и людоед.
— Аристотель «История животных»
Наиболее полное из древних описаний мантикоры сделано во II веке н. э. Клавдием Элианом («О природе животных»). Он приводит несколько любопытных подробностей: «Всякого, кто приближается к ней, она поражает своим жалом… Ядовитые шипы на её хвосте по толщине сравнимы со стеблем камыша, а в длину имеют около 30 сантиметров… Она способна победить любое из животных, за исключением льва». Во II веке н. э. Флавий Филострат Старший упоминает о мантикоре как об одном из чудес, о которых Аполлоний Тианский расспрашивает Иарха на холме мудрецов.
Греческий географ Павсаний, однако, к рассказам о мантикоре отнесся скептически и в книге «Описание Эллады» отметил, что мифическая мантикора (мартихора), скорее всего, является просто тигром. С точки зрения Павсания, красный однотонный цвет шкуры мантикор — результат наблюдений полосатых тигров на закате и в движении, а фантастические детали наподобие тройного ряда зубов и стреляющего ядовитыми лезвиями хвоста — просто выдумки суеверных индийцев, панически боящихся тигров.
Хотя о мантикоре редко говорится в древних научных книгах, её описаниями изобилуют средневековые бестиарии. Оттуда мантикора перекочевала в фольклорные произведения. Так, в XIII веке о ней писал Варфоломей Английский, в XIV — Уильям Кэкстон в книге «Зеркало мира». У Кэкстона три ряда зубов мантикоры превратились в «частокол огромных зубов в её горле», а её голос, подобный мелодии свирели, стал «сладким змеиным шипением, которым она притягивает к себе людей, чтобы затем пожрать их».
У иудеев мантикора является символом разрушения. В мифологии и эзотерике и юнгианской психологии аналог сфинкса, являющегося символом единства.

## В современной культуре
В XX веке представления о мантикоре продолжали развиваться:
- Мантикора представлена в цикле романов Роджера Желязны «Хроники Амбера», где описывается как существо с телом льва, скорпионьим хвостом и почти человеческим лицом. Мантикоры сталкиваются с отрядом стрелков Корвина на пути к Амберу в романе «Ружья Авалона», также мы можем наблюдать сцену охоты Джулиана на одну из них в романе «Рука Оберона».
- В бестиарии польского фантаста Анджея Сапковского[4] мантикора обзавелась крыльями и научилась «стрелять» в любом направлении своими отравленными шипами.
- В романе английской писательницы Дж. Роулинг «Волшебные твари и где их искать» мантикора «после поглощения очередной жертвы начинает тихонько мурлыкать». Также, согласно Роулинг, «шкура мантикоры отражает практически все известные заклятия».
- В романах Ольги Громыко «Профессия: ведьма» и «Ведьма-хранительница» мантикора представляет собой «помесь рыси, летучей мыши и скорпиона», то есть выглядит как огромная кошка с кожистыми крыльями, кисточками на ушах и ядовитым жалом с режущей кромкой на хвосте.
- В рассказе отечественного фантаста Николая Басова «Охотник на демонов» мантикора обладает способностью практически мгновенно залечивать свои раны.
- Мантикора — один из ключевых символов в одноимённом романе канадского писателя Робертсона Дэвиса.
- В телефильме «Мантикора» (2005) мантикору невозможно убить, и только взгляд другой мантикоры (или её отражение) может превратить её в камень.
- В телевизионном сериале «Гримм» мантикоры изображены как опасные и смертоносные существа, лишённые страха смерти.

Образ мантикоры также встречается и в современной мультипликации и компьютерных играх:
- В американском сериале «Удивительные злоключения Флэпджека» в одном из эпизодов мантикора представлена в образе льва с лицом мужчины и небольшими крылышками, который становится смирным, если его пощекотать.
- Мантикора фигурирует в компьютерных играх серий «Disciples», «Dark Souls» и «Might and Magic»; в «Heroes of Might and Magic III» и «Might & Magic Heroes VI» выглядит как лев с хвостом скорпиона и крыльями; в «Heroes of Might and Magic V» к образу добавляется человеческое лицо; также является неигровым монстром в игре «Аллоды Онлайн»; в игрe «Ведьмак 3: Дикая охота» фигурирует как одна из ведьмачьих школ; в игре God of War: Ascension мантикора появляется несколько раз в качестве мини-босса и выглядит как существо имеющее львиную морду, челюсть акулы, которая может расширяться, драконьи крылья, человеческие руки и туловище, скорпионий хвост и скорпионоподобные пластины, покрывающие спину.
- Мантикора является одним из персонажей мультфильма «Вперед».
- Мантикора является одним из персонажей мультсериала «Время приключений».

Прочие упоминания:
- Один из альбомов популярной британской группы «Cradle Of Filth», а именно композиция «The Manticore And Other Horrors».
- В настоящее время в Ивано-Франковске (Украина) издаётся альманах метареалистической литературы «Мантикора» (шеф-редактор — писатель Владимир Ешкилев); с 2011 года на территории Ивано-Франковской области проводится фестиваль фантастики и метареалистической литературы «Карпатская Мантикора» с участием известных авторов из Украины, России и стран Европы.